# U.C.ハードグラフ
U.C.ハードグラフ（U.C.HARD GRAPH、ユーシーハードグラフ）は、バンダイが発売するプラモデル（ガンプラ）シリーズの一つ。アニメ作品『ガンダムシリーズ』に登場するサブメカニックを1/35スケールで模型化した。
2006年9月発売のシリーズ第1弾「ジオン公国軍 機動偵察セット」を皮切りに、ガンプラで培われた作りやすさと、ミリタリーモデルの精密さを兼ね備えたキットは、今までリアリティのあるサブメカが出ていなかったバンダイのガンプラに新ジャンルを生み出した。その特徴はタミヤの「ミリタリーミニチュアシリーズ」と違い、ガンプラで基本的な色プラの導入によって組み上げるだけで素体の色が表現できる点にある。基本となっているのはガンダムシリーズに登場する、いわゆるモビルスーツ以外の通常兵器（小型ヘリ、戦車など）であり、いままでキット化されることがなかったものが多い。また初めて兵士を立体化するというコンセプトが生まれ、いままで設定画でしか表現されていなかった衣服や銃器、装備品や新たに設定された対MS兵器などが立体的に観察できるようになった。
なお、本作を題材にしたスピンオフ作品も制作されており、角川書店の雑誌『ガンダムエース』2011年12月号から連載された夏元雅人の漫画『機動戦士ガンダムU.C.HARD GRAPH 鉄の駻馬』や、2012年5月26日には高橋昌也『機動戦士ガンダム U.C.ハードグラフ 地球連邦軍編』、吉祥寺怪人『機動戦士ガンダム U.C.ハードグラフ ジオン公国軍編』の小説作品が発売されている。

## ラインナップ
- ジオン公国軍 機動偵察セット (ZEON MOBILE SCOUT SET)
  - メカ … PVN.4/3 ワッパ
  - 人物 … クワラン曹長（CWU-2/G フライトスーツ）、ソル伍長（同）
  - 小物 … Appe BC79EG 多目的双眼鏡、三脚、吸着時限爆薬（2種）、拳銃

- ジオン公国軍ランバ・ラル独立遊撃隊セット (RAMBA RAL COMMANDO SET)
  - メカ … MS-06Je ザクII（頭部のみ）、B.M.C. Z78/2 汎用中型オートバイ
  - 人物 … ランバ・ラル大尉、クラウレ・ハモン、クランプ中尉、ゼイガン、一般兵（2名）
  - 小物 … ヴァルタ P08-M 公国軍制式拳銃、ナバン P-62M 拳銃、スナイパー・ライフル、ライフル、予備弾倉、水筒、ザク・マシンガンの薬莢

- 地球連邦軍 陸戦MS小隊ブリーフィングセット (E.F.G.F. MS[G] PLATOON BRIEFING SET)
  - メカ … M353A4 ブラッドハウンド
  - 人物 … シロー・アマダ少尉（M-333HW MSパイロットユニフォーム）、カレン・ジョシュワ曹長（M-200HW タンカーズカバーオール）、エレドア・マシス伍長（同）、H.J.シンプソン大尉（M-202HW サービスユニフォーム）、ジャティーン・バット上等兵（M-442HW メカニックカバーオール）
  - 小物 … M71A1 連邦軍制式拳銃、弾薬箱、整備兵用ツールバッグ、テーブル、イス、給水タンク、マグカップ

- 地球連邦軍 対MS特技兵セット (E.F.G.F. Anti MS Squad SET)
  - メカ … RX-79[G] 陸戦型ガンダム（前腕部のみ）、M-101A3 対MS重誘導弾リジーナ
  - 人物 … コジマ大隊 対MS歩兵中隊 第301小隊 第1分隊（5名）
  - 小物 … リジーナ弾頭（発射形態・収納形態）、M-229 分隊支援機関銃、M-72A1 制式アサルトライフル、バヨネット、手榴弾（2種）、キャンティーン、ドラムバッグ、他

- ジオン公国軍 サイクロプス隊セット (CODE NAME "CYCLOPS" SET)
  - メカ … PVN.3/2 サウロペルタ
  - 人物 … ハーディ・シュタイナー大尉、ミハイル・カミンスキー少尉、アンディ・ストロース少尉、ガブリエル・ラミレス・ガルシア軍曹、ジェームス・黄（ホアン）曹長、少年
  - 小物 … スマルツァ MP-71 軽機関銃、StG78 ライフル、ヴァルタ P08-M 拳銃、ヘルメット、水筒、無線機鞄、他

- 地球連邦軍 61式戦車5型“セモベンテ隊” (E.F.G.F. M61A5 MAIN BATTLE TANK "SEMOVENTE" PHANTOM ELEMENT)
  - メカ … M61A5 61式戦車5型
  - 人物 … フェデリコ・ツァリアーノ中佐（M-199D サービスユニフォーム）、フランシス・マリオン大尉（M-187 タンカーズカバーオール）、マルコ・サン=ロザリオ曹長（同）
  - 小物 … M-60HMG 13.2mm重機関銃、M-299 分隊支援機関銃

- 地球連邦軍多目的軽戦闘機 FF-X7 コア・ファイター (E.F.S.F. MULTIPLE LIGHT FIGHTER FF-X7 CORE FIGHTER)
  - メカ … FF-X7 コア・ファイター
  - 人物 … アムロ・レイ（M-79A3MS MSパイロットユニフォーム）、セイラ・マス（同）、パイロット（同）、デッキクルー（M-88 メカニックユニフォーム）
  - 小物 … AIM-77D ミサイル、牽引棒、車輪止め、バックパック

### HG U.C.HARD GRAPH
HGUCキットに同スケール（1/144）の新規成形ランナーが同梱される形での販売。
- ザク地上戦セット (MS-06 ZAKU THE GROUND WAR SET)
  - メカ … MS-06 ザク、PVNM.3/4 ワッパ、M61A5 61式戦車5型
  - 人物 … ワッパのパイロット、ジオン軍一般兵、連邦軍一般兵（2種）
  - 小物 … 各種エフェクトパーツ、ザクの各種武装

- 陸戦型ガンダム地上戦セット (RX-79[G] GUNDAM THE GROUND WAR SET)
  - メカ … RX-79[G] 陸戦型ガンダム、RGM-79[G] 陸戦型ジム（頭部のみ）、M353A4 ブラッドハウンド
  - 人物 … 連邦軍一般兵（2種）
  - 小物 … レールキャノン、他陸戦型ガンダムの各種武装

- RGM-79SP ジム・スナイパーII（ホワイト・ディンゴ隊仕様） (RGM-79SP GM SNIPER II (WHITE DINGO TEAM CUSTOM))
  - メカ … RGM-79SP ジム・スナイパーII（ホワイト・ディンゴ隊仕様）、ホバートラック
  - 小物 … ビームスナイパーライフル、他ジム・スナイパーIIの各種武装

プレミアムバンダイ限定商品。

## 書籍
- 機動戦士ガンダム U.C.HARD GRAPH 鋼鉄の軍馬 1/1 ラコタ＆サウロペルタ写真集
1/35 スケール プラスチックキット「1/35 地球連邦軍 M72 1/2tトラック ラコタ」付属。